# Harry Eagle
Harry Eagle (13 juillet 1905 - 21 juin 1992) est un médecin et pathologiste américain. 

## Biographie
Il est né à New York puis étudie et travaille plus tard à l'Université Johns-Hopkins avant de rejoindre les National Institutes of Health. De 1961 à 1988, il travaille à l'Albert Einstein College of Medicine. Il est surtout connu pour le milieu essentiel minimal d'Eagle, qui est important pour comprendre comment les cellules humaines et mammifères se reproduisent. Il est également connu pour l'effet Eagle. En 1936, il est le premier lauréat du prix de recherche Eli Lilly and Company-Elanco. En 1973, il est co-lauréat du Prix Louisa-Gross-Horwitz de l'Université Columbia. En 1987, il reçoit la Médaille nationale des sciences pour ses travaux en sciences biologiques.